# Gino
Gino  è un nome proprio di persona italiano maschile.

## Varianti
- Alterati: Ginetto
- Femminili: Gina

## Origine e diffusione
È un ipocoristico di vari nomi terminanti in -gino, ovvero diminutivi di Luigi, Biagio, Eligio, Giorgio e Remigio e anche Angelo (o Angiolo) e Giovanni. Il nome però è popolarmente considerato soprattutto come abbreviazione di Luigino. Soprattutto in passato poteva essere anche un'alterazione di Ghino e Cino, mentre in Piemonte Gina è il tradizionale ipocoristico di Teresa.

## Onomastico
Il nome è adespota, ovvero non ha santo patrono. L'onomastico può essere festeggiato in corrispondenza del nome di cui costituisce la forma abbreviata, oppure il 1º novembre per la festa di Ognissanti.

## Persone

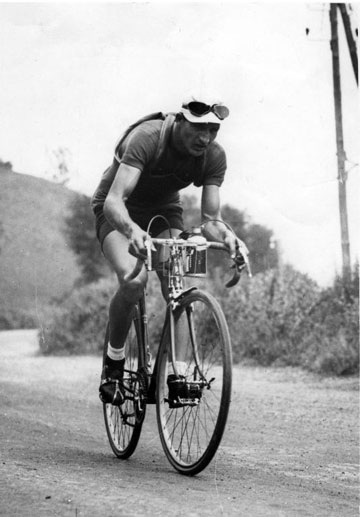
Gino Bartali

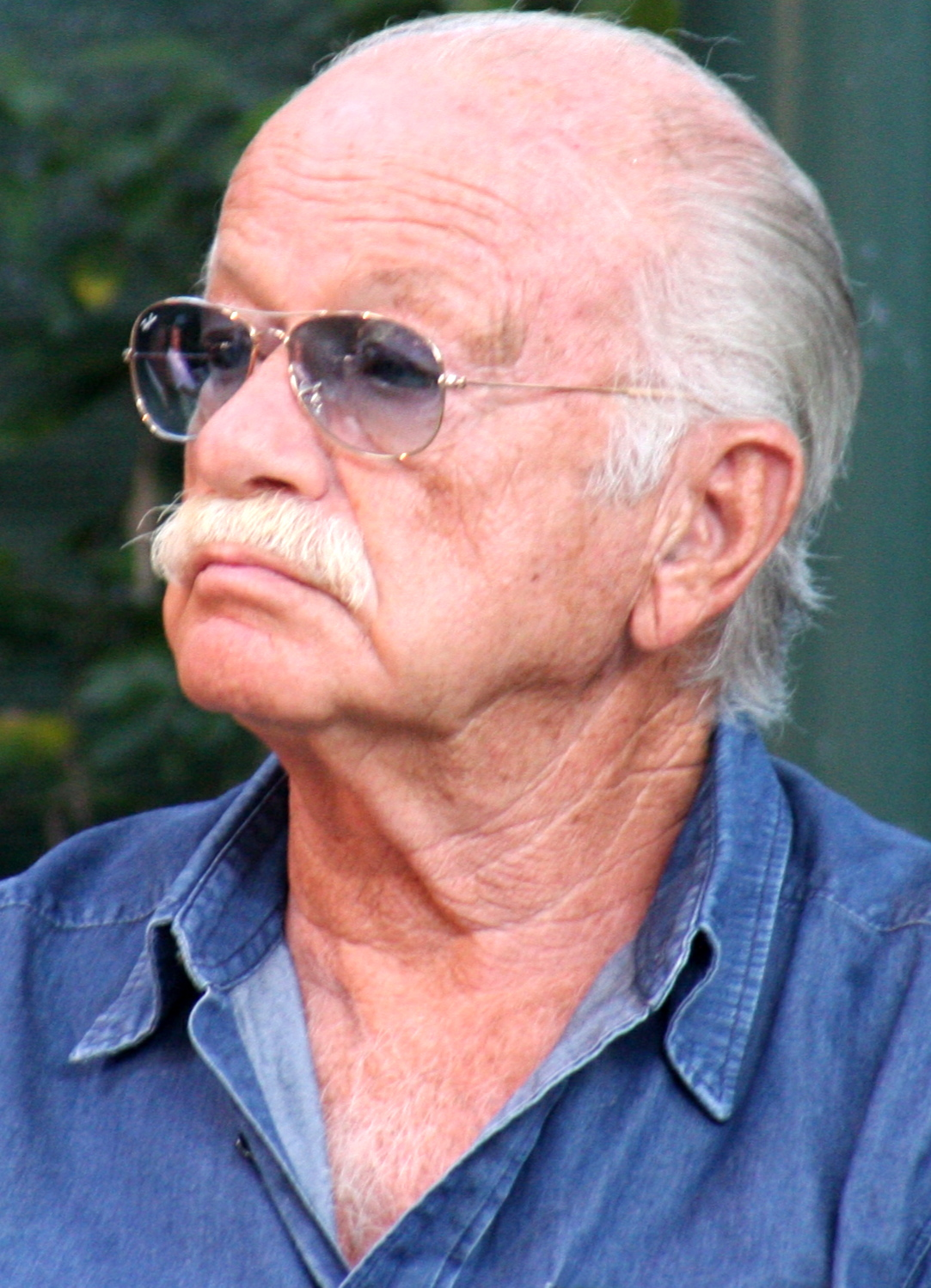
Gino Paoli

- Gino Bartali, ciclista su strada e dirigente sportivo italiano
- Gino Bechi, baritono e attore italiano
- Gino Birindelli, ammiraglio e politico italiano
- Gino Boccasile, illustratore, pubblicitario e pittore italiano
- Gino Bramieri, attore e comico italiano
- Gino Campese, pianista e direttore d'orchestra italiano
- Gino Capponi, politico, scrittore e storico italiano
- Gino Cervi, attore e doppiatore italiano
- Gino De Dominicis, artista italiano
- Gino Donè Paro, partigiano e rivoluzionario italiano
- Gino Giugni, politico italiano
- Gino Latilla, cantante italiano
- Gino Lucetti, anarchico italiano
- Gino Menconi, partigiano
- Gino Negri, compositore italiano
- Gino Paoli, cantautore e musicista italiano
- Gino Piva, sindacalista, politico, giornalista e poeta italiano
- Gino Rigoldi, religioso ed educatore italiano
- Gino Romiti, pittore italiano
- Gino Santercole, cantautore, compositore, attore e chitarrista italiano
- Gino Severini, pittore italiano
- Gino Strada, chirurgo, filantropo e pacifista italiano
- Gino Vermicelli, partigiano, politico e scrittore italiano
- Gino Vignali, scrittore, autore televisivo ed editore italiano

## Il nome nelle arti
- Gino è il protagonista della serie animata Gino il pollo.
- Gino Cerutti è il protagonista della canzone La ballata del Cerutti di Giorgio Gaber e Umberto Simonetta.
- Gino e l'Alfetta è una canzone di Daniele Silvestri.
- Gino Pilotino è un gioco della MB Giochi.
- Ginetto Micidial è un personaggio della serie televisiva Mario.